# Micrathyria dictynna
Micrathyria dictynna är en trollsländeart som beskrevs av Friedrich Ris 1919. Micrathyria dictynna ingår i släktet Micrathyria och familjen segeltrollsländor. Inga underarter finns listade i Catalogue of Life.